# Deutscher Fechtverband
Der Deutsche Fechtverband (DFV) war der Dachverband für den Fechtsport in der Deutschen Demokratischen Republik. Er wurde 1957 gegründet und ging 1990 in den Deutschen Fechter-Bund auf. Bei seiner Auflösung 1990 vertrat der Verband etwa 4500 Fechter.

## Geschichte

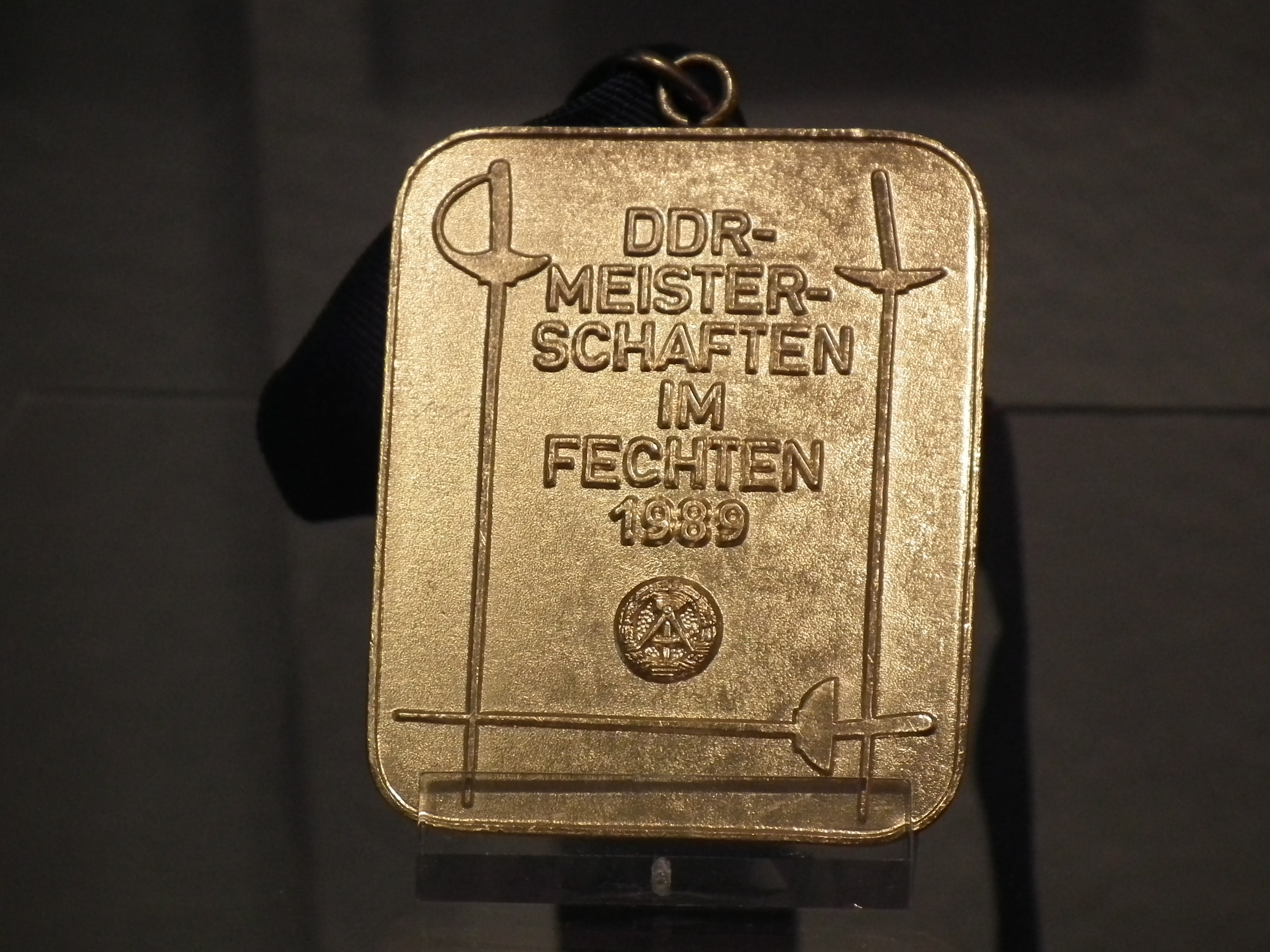
DDR-Meisterschaften im Fechten 1989

Nach dem Zweiten Weltkrieg wurde das Sportfechten zunächst vom Alliierten Kontrollrat als „paramilitärische Übung“ verboten. Erst 1949 konnte sich in Westdeutschland der Deutsche Fechter-Bund wiedergründen noch bevor das Fechtverbot offiziell aufgehoben wurde. In Ostdeutschland konstituierte sich erst am 15. Juni 1951 die Sektion Fechten des staatlichen Komitees für Körperkultur und Sport. Ende des Jahres gab es bereits 47 Fechtabteilungen, die meist als Sektionen einer Betriebssportgemeinschaft angegliedert waren. 1952 wurden erstmals DDR-Meisterschaften im Fechten ausgetragen.
1957 wurde der Deutsche Turn- und Sportbund neuer Dachverband des DDR-Sports und am 19./20. Juli 1958 gründete sich anschließend in Leipzig der Deutsche Fechtverband, der die Sektion Fechten ersetzte. Bereits 1957 wurde die Sektion Fechten Mitglied der Fédération Internationale d’Escrime.
1958 vertrat der DFV 3800 Fechter. Die Zahl wuchs bereits bis 1961 auf 4200 an und erreichte laut Bundesarchiv 1984 7789 Mitglieder. 1990 betrug seine Mitgliederzahl nur noch 4426 in 77 Sektionen. Die DDR-Fechter waren vor allem im Florett erfolgreich. Nachdem die Herrenflorettmannschaft um Klaus Haertter 1980 in Moskau als viertplatzierte einen Podestplatz knapp verpasst hatte, gewann Mandy Niklaus 1982 als dritte bei den Weltmeisterschaften in Rom die erste Medaille bei einem bedeutenden internationalen Wettbewerb. 1988 gewann Udo Wagner Olympiasilber in Seoul, bereits 1983 und 1986 gewann die Herrenflorettmannschaft Silber und Bronze bei den Weltmeisterschaften.
Am 26. Mai 1990 beschloss der Verbandstag des DFV schließlich dessen Auflösung zum 31. Dezember 1990, nach dem Ende der DDR arbeiteten viele ostdeutsche Fechttrainer in Vereinen des Westens.

## Präsidenten
Die Sektion Fechten wurde von mehreren hauptamtlichen Sekretären verwaltet, die teilweise auch mehreren Sektionen gleichzeitig zugeordnet waren. Die späteren Präsidenten des DFV hatten hauptsächlich repräsentative Funktion, wichtige Entscheidungen wurden vom Generalsekretär in Abstimmung mit dem DTSB getroffen.
| Jahr      | Name                                             |
| --------- | ------------------------------------------------ |
| vor 1958  | Karl Fischer (Sekretär der Sektion Fechten)      |
| vor 1958  | Herbert Schmiedel (Sekretär der Sektion Fechten) |
| vor 1958  | Albert Gipp (Sekretär der Sektion Fechten)       |
| 1958–1960 | Alfred Röll                                      |
| 1960–1970 | Rudi Hansen                                      |
| 1970–1990 | Rolf Borrmann                                    |